# Tchougroum
 (juin 2024).
Le Tchougroum (russe : Чугрум) est une rivière du kraï de Perm, en Russie, un affluent droit de l'Outva, qui à son tour est un affluent de la Vesliana. La rivière mesure environ 21 km.